# Poa nematophylla
Poa nematophylla är en gräsart som beskrevs av Per Axel Rydberg. Poa nematophylla ingår i släktet gröen, och familjen gräs. Inga underarter finns listade i Catalogue of Life.